# Александър Усик
Александър Усик (на украински: Олександр Усик), роден на 17 януари 1987 г. в Симферопол, е украински боксьор.
Той е бивш абсолютен шампион в полутежка категория за професионалисти и настоящ абсолютен световен шампион в тежка категория, притежаващ и 5-те колана, олимпийски шампион от Лондон 2012 в полутежка категория, световен шампион по бокс (2011) и европейски шампион по бокс (2008).
Единствения боксьор печелил абсолютната титла в ерата на четирите пояса: 
WBA , WBO , IBF , WBC в полутежка категория (1) и тежка категория (х2)
Така той се превръща в трикратен неуспорим шампион.
Усик има 3 деца. Приятел е с украинските легенди в лека категория Василий Ломаченко и Владимир Кличко.

## Ранни години
Александър Усик е роден в Симферопол, Украинска СССР. На 15 играе футбол в академията на местния СК „Таврия“. През 2002 Усик започва с бокса.

## Аматьорски бокс
На Световното първенство през 2011 г. побеждава Артур Бетербиев и Теймур Маммадов и печели световната титла в тежка категория, както и олимпийска квота.
На Летните олимпийски игри 2012 в Лондон Усик печели златен медал, побеждавайки Артур Бетербиев, Тервел Пулев и Клементе Русо.
През октомври 2012 г. официално приключва с аматьорския бокс; подписва договор с WSB (Световни серии по бокс) и преминава в полупрофесионалните серии по бокс. Играе сезон за новосъздадения клуб „Украински отомани“.

## Професионална кариера
Олимпийският шампион Александър Усик взема решение да премине в професионалния бокс и подписва договор с компанията на братя Кличко K2 Promotions на 25 септември 2013 г.
На 11 септември 2013 дебютира срещу Фелипе Ромеро с победа с нокаут. Украинецът прави рекорд 4 – 0, преди да се бие за първата си титла (всички победи са с нокаут).

### Първа титла
Усик печели интерконтиненталната титла на WBO в полутежка категория след победа с нокаут над южноафриканеца Даниел Бруу. Защитава пояса си, преди да се изправи за световната титла.

### Шампион наWBO
През юни 2016 Кшищоф Глоуацки е принуден да защитава титлата си срещу Усик. Мачът се състои в Гданск, Полша. Усик печели с единодушно съдийско решение и след това прави две успешни защити.

## Договор с Matchroom Boxing
Александър Усик подписва промоционален договор с британската промоутърска компания Matchroom Boxing, която го представлява заедно с K2 Promotions.

## Критиците
На 7 май 2020 г. украинските боксьори Александър Усик и Васил Ломаченко са обвинени в отричане на руската агресия, участие в антиукраински пропагандни дейности на Русия, манипулиране на обществено значима информация. Те също така са наречени противници на независимостта на украинското православие от контролираната Русия.